# Juan José Origel
Juan José Origel Padilla (León, Guanajuato, 14 de septiembre de 1947), conocido como Pepillo Origel, es un presentador, periodista, actor y cantante mexicano. Inició su carrera como actor con la telenovela Vivo por Elena, donde interpreta al Panameño. Ha trabajado en las dos principales televisoras de México TV Azteca y Televisa.
Ha participado en algunos programas de espectáculos como Ventaneando, La Oreja y Hoy.
En la actualidad conduce la emisión Con permiso con Martha Figueroa, para la señal de Unicable.

## Biografía
Inició su carrera periodística en 1996 siendo parte de un periódico de Nueva York. Es invitado por Pati Chapoy para el programa recién creado de Televisión Azteca Ventaneando donde compartió créditos con Martha Figueroa y Pedro Sola. En 1997 abandona la emisión para integrarse a la competencia Televisa.
En Televisa conduce el también programa de espectáculos La botana, emisión que permaneció casi un año al aire, luego de su cancelación, inicia el programa Hacer y deshacer, en el año 2002 conduce el programa La oreja, emitido por canal 9, mismo que culmina hasta enero de 2009.
En 2013 se integra al programa Hoy como parte de los espectáculos, en 2016 inicia su propio programa Hacen y deshacen para Unicable.
En 2018 es invitado a la emisión de Ventaneando como parte del 22 aniversario, en junio de ese año regresa con el programa Intrusos junto a Aurora Valle, Martha Figueroa y Maca Carriedo para canal 9, dicha emisión culminó en junio de 2019.También lanzó a la par Con permiso para Unicable, permaneciendo aún vigente.

## Trayectoria

### Como actor
- 2017 - Hoy voy a cambiar: Él mismo
- 2016 - Por siempre Joan Sebastian: Presentador
- 2016 - Sueño de amor: Gonzalo Santillana
- 2013 - Amores verdaderos
- 2008 al 2009 - Un gancho al corazón: Chismoso
- 2009 - Verano de amor: Bruno Gallarza
- 2009 - Plaza Sésamo
- 2008 a 2009 - Mañana es para siempre: Chismoso
- 2007 - Amor sin maquillaje
- 2007 - Destilando amor: Chismoso
- 2006 - La fea más bella: Reportero
- 2006 - Mundo de fieras
- 2004 - Rebelde
- 2003 - Clase 406
- 2001 - Diseñador ambos sexos Capítulo 36: Rumores: Él mismo
- 1999 - Rosalinda: Periodista
- 1998 - Derbez en cuando: «Blanca nueves», como «Espejo»
- 1998 - Vivo por Elena: El Panameño

### Como colaborador
- «Todo para la mujer»
- «Vida y milagros»
- «Hablar por hablar»
- «Parodiando» (2012-2013)

### Como presentador
- 2020 - Hoy (todos los miércoles)
- 2018 - presente - Con permiso (con Martha Figueroa)
- 2018 - 2019 - INtrusos (con Martha Figueroa, Atala Sarmiento y Aurora Valle)
- 2016 al 2018 - Hacen y deshacen (con Martha Figueroa)
- 2006 al 2016 - Derecho de admisión
- 2013 al 2015 - Hoy
- 2002 al 2009 - La Oreja
- 2001 - Trapitos al sol
- 1997 - Hacer y deshacer
- 1997 - La botana
- 1996 - Ventaneando

### Como productor
- 2006 - Derecho de admisión

### Programas como invitado
- 2009 - 100 mexicanos dijeron
- 2004 - La Parodia
- 2004 - Big Brother VIP (México)
- 2004 - El show de Cristina
- 2000, 2006 - Teletón (México)